# Circondario di Heidenheim
Il circondario di Heidenheim è uno dei circondari dello stato tedesco del Baden-Württemberg.
Fa parte del distretto governativo di Stoccarda.

## Città e comuni
(Abitanti il 31 dicembre 2022)
| Città 1. Giengen an der Brenz, Grande città circondariale (20 133) 2. Heidenheim an der Brenz, Grande città circondariale (50 025) 3. Herbrechtingen (13 247) 4. Niederstotzingen (4 828) | Comuni 1. Dischingen (4 462) 2. Gerstetten (11 876) 3. Hermaringen (2 317) 4. Königsbronn (7 063) 5. Nattheim (6 353) 6. Sontheim an der Brenz (5 897) 7. Steinheim am Albuch (8 834) |